# 이즈미촌 (시즈오카현)
이즈미촌(泉村)은 시즈오카현의 동부, 슨토군에 속했던 촌이다. 현재의 스소노시 남동부에 해당한다.1952년에 고이즈미촌과 합병해 스소노정이 되었다.

## 역사
- 1889년 4월 1일 - 정촌제 시행에 수반해 슨토군 고이즈미촌이 성립하였다.
- 1891년 10월 10일 - 고이즈미촌이 분립해, 이즈미촌이 성립하였다.
- 1952년 4월 1일 - 고이즈미촌과 합병해, 스소노정의 일부가 되었다.